# حدود ۸ صبح
حدود ۸ صبح فیلمی به کارگردانی و تهیه‌کنندگی منوچهر هادی و نویسندگی منوچهر هادی و سعید دولتخانی محصول سال ۱۴۰۱ است.

## خلاصه داستان
مردی به نام امیرمهدی (منوچهر هادی) که با ارسال شدن پیامک اشتباهی برای همسرش دریا (یکتا ناصر) دچار سوءتفاهم می‌شود که او را درگیر چالش‌های جبران‌ناپذیری می‌کند.

## بازیگران
- یکتا ناصر در نقش دریا آبان
- کامبیز دیرباز در نقش رضا آهنچیان
- سارا رسول‌زاده در نقش لیلا (همسر رضا)
- منوچهر هادی در نقش امیرمهدی میثاقی (همسر دریا)
- فرید قبادی در نقش بازپرس (دوست حاج‌آقا میثاقی)
- حسن پورشیرازی در نقش حاج‌آقا میثاقی (پدر امیرمهدی)
- حمید فرخ‌نژاد در نقش حامد (رفیق  رضا)